# 스카웃 (프로게이머)
스카웃(본명: 이예찬, 1998년 3월 14일 ~ )은 대한민국의 리그 오브 레전드 프로게이머로 아이디는 Scout이다. 포지션은 미드라이너이며 현재 리그 오브 레전드 프로리그의 LNG e스포츠에서 활약하고 있다.

## 선수 생활
2015년 11월 13일, SK텔레콤 T1에 입단하면서 프로 커리어를 시작했다. 2016 스프링 시즌 동안 스카웃은 팀의 서브 선수로 활동했다. 하지만 출전할 때마다 좋지 않은 모습을 보여주었다. 2016 스프링 시즌 2라운드를 앞두고 SK텔레콤의 로스터에서 제외되었다.
2016년 3월 23일, 에드워드 게이밍에 입단했다. 2016 스프링 시즌에서는 출전을 기록하지 못했다. 서머 시즌을 앞두고 폰이 부상으로 이탈하면서 팀의 주전 미드라이너로 활동했다. 서머 시즌 좋은 모습을 보여주었으며 폰이 복귀한 후에도 주전 자리를 지키는데 성공했다. 이런 활약으로 서머 시즌 우승을 달성하는데 성공했다. 리그 오브 레전드 월드 챔피언십 2016에서는 폰이 주전으로 먼저 나왔으나 폰이 좋지 못한 모습을 보이면서 점차 출전 기회를 늘려나갔다. 데마시아컵에서도 팀의 우승에 기여했다.
2017 스프링 시즌에서도 좋은 모습을 보여주었다. 서머 시즌에서도 좋은 모습을 지속적으로 보여주면서 팀의 우승에 기여했다. 결승전 종료 후 결승전 MVP에 선정되었다. 리브트 라이벌즈에 출전하였으며 LPL의 우승에 기여했다.
2018시즌에서도 팀의 주전 미드라이너로 활동했다. 서머 시즌에서는 올프로 서드팀에 선정되기도 했다. 리프트 라이벌즈 2018에 참여하였으며 LPL의 리프트 라이벌즈 우승에 기여했다. 리그 오브 레전드 월드 챔피언십 2018에서는 로스터에 포함되면서 참가했다. 스카웃은 팀의 주전 미드라이너로 출전하면서 팀의 8강 진출에 기여했다.
2019 스프링 시즌에서도 팀의 에이스로 활약하면서 팀의 포스트시즌 진출에 기여했다. 서머 시즌에서는 팀이 부진한 가운데 분투하는 모습을 보여주었다.
2020 스프링 시즌 팀의 포스트시즌 진출에 기여했다. 2020 서머 시즌에서는 기복이 있는 모습을 보여주었다. 하지만 그래도 팀의 중심을 지켜주는 모습을 보여주었다.
2021시즌을 앞두고 팀과 재계약을 체결했다. 스프링 시즌에서는 괜찮은 모습을 보여주면서 팀의 포스트시즌 진출에 기여했다. 서머 시즌을 앞두고 LPL의 로컬 선수 자격을 획득했다. 서머 시즌에서도 팀의 주전 미드라이너로서 좋은 모습을 보여주었다. 스카웃은 서머 시즌 팀의 포스트 시즌 진출에 기여했으며 포스트시즌에서도 팀이 우승하는데 기여하는 모습을 보여주었다. 결승전 종료 이후 결승전 MVP에 선정되었다. 리그 오브 레전드 월드 챔피언십 2021에서는 로스터에 포함되면서 참가했다. 스카웃은 대회 기간 동안 팀의 주전 미드라이너로 활동하면서 팀의 결승 진출에 공헌했다. 결승전에서 DWG KIA를 상대로 좋은 경기력을 보여주면서 팀의 롤드컵 우승에 기여했다. 또한 스카웃은 결승 MVP에 선정되었다.
2023시즌을 앞두고 LNG e스포츠에 입단했다.

## 소속팀
| # | 팀명            | 소속 기간               | 소속 리그 | 비고 |
| - | --------------- | ----------------------- | --------- | ---- |
| 1 | SK텔레콤 T1     | 2015.11.13 ~ 2016.03.23 | LCK       |      |
| 2 | 에드워드 게이밍 | 2016.03.23 ~ 2022.12    | LPL       |      |
| 3 | LNG e스포츠     | 2022.12.29 ~            | LPL       |      |

## 수상 내역
- 리그 오브 레전드 프로리그 서머 2016 우승
- 리그 오브 레전드 월드 챔피언십 2016 8강
- 데마시아컵 2016 우승
- 리그 오브 레전드 프로리그 서머 2017 우승
- 리그 오브 레전드 프로리그 서머 2017 결승전 최우수선수
- 데마시아컵 2017 우승
- 리프트 라이벌즈 2017 우승
- 리그 오브 레전드 프로리그 스프링 2018 준우승
- 리프트 라이벌즈 2018 우승
- 리그 오브 레전드 프로리그 서머 2018 LPL 올프로 서드팀
- 리그 오브 레전드 월드 챔피언십 2018 8강
- 데마시아컵 2019 준우승
- 리그 오브 레전드 프로리그 서머 2021 우승
- 리그 오브 레전드 월드 챔피언십 2021 우승